# The Arrow
«The Arrow» (с англ. «Стрела») — российская пауэр-метал-группа.

## История
«The Arrow» (раннее известная как «Black Arrow») была основана клавишником Павлом Блищенко 24 октября 1994 года в Москве. С 1995 по 1999 год группа нарабатывает собственный материал, несколько раз меняет состав, дает ряд концертов.
В октябре 1999 года «The Arrow» приступили к записи своего первого альбома «Children Of Gods», продолжавшейся вплоть до 2001 года. В это же время для российского сборника «Tribute To Helloween» была записана кавер-композиция «Ride The Sky» с альбома 1985 года «Walls Of Jericho». В марте 2001 года для «A Tribute to Ария» совместно с группой «Роза Ветров» была записана композиция «Дай Руку Мне».
В результате переговоров с ведущим российским лейблом «Irond Records» был подписан контракт на выпуск дебютного альбома «The Arrow», который увидел свет 27 ноября 2001 года.
В 2002 году группа отработала ряд концертов. Часть отснятого в ходе выступлений видеоматериала вошла в состав видео-сборников: The Arrow «Flyin' High Life», куда также были включены архивные видео-записи ранних выступлений группы 1996—1997 годов, и «Music Infection IV», выпущенных в июне 2002 года фирмой «Abyss Video».
В мае 2002 года «The Arrow», ставшая единственной российской командой, приглашённой участвовать в международном трибьют-сборнике группы Blind Guardian «Tales From The Underworld», записала для этого сборника кавер-композицию «Time What Is Time» группы Blind Guardian с альбома 1992 года «Somewhere Far Beyond».
В апреле 2003 года лидер коллектива Павел Блищенко принимает решение, послужившее стартом для записи нового, эпохального второго альбома группы под названием «Lady Nite», который планируется к выходу в 2-х частях. Менеджером группы «The Arrow» становится Николай Симкин, а выполнение обложки берёт на себя знаменитый российский художник Лео Хао, известный по работе с «Blind Guardian», «Nocturnal Rites», «Iced Earth» и «Арией».
Летом того же года в группу приходит новый вокалист Алекс Кэп. Первым шагом к постижению новых высот становится участие в записи альбома вокалиста знаменитой немецкой команды «Blind Guardian» Ханси Кюрш. Вслед за Ханси, отметившимся на композиции «Never Say Never», в историю «Lady Nite» в 2004 году делают свой вклад Петер Вагнер («Rage») и Артур Беркут («Ария»), Сергей Маврин («Маврик»), а также вокалист российской power-metal группы «Archontes» Андрей «Архонт» Федоренко, который записывает партии бэк-вокала для некоторых треков.
Летом 2005 года в группу приходит новый басист Александр «Змей» Цветков. В апреле 2006 года руководство лейбла «CD-Maximum» обратилось к менеджменту группы с идеей переиздания альбома «Lady Nite» специально для российского рынка, СНГ и стран Балтии. Группа приняла решение перезаписать вокальные партии альбома на русском языке, который вышел под названием «Хранитель Душ» специально для отечественного аудио-рынка. Дата релиза была намечена на 7 декабря 2006 года. После выхода альбома группа «The Arrow» едет в тур по таким городам, как Москва, Санкт-Петербург, Казань и другим.
В мае 2007 года взамен ушедшему из группы Александру Цветкову приходит Павел Баканов, работавший в начале 90-х в группах Железный Поток и Blitzkrieg.
В 2008 году с компанией «CD-Maximum» был подписан контракт на выпуск альбома Lady Nite. И в январе 2009-го альбом Lady Nite вышел в продажу. 7 марта 2009 в клубе План Б проходит презентация альбома «Lady Nite», при участии приглашённых музыкантов, таких как Артур Беркут (Ария), Артём Стыров (Стыров, экс-Маврин), Джина Рок-н-ролл (Krüger), Дмитрий Четвергов и др.
В первой половине 2009 года группа участвует в фестивале «На взлёт», где проходит от отборочного тура до полуфинала. После фестиваля, в июне 2009-го группу покидают Алекс Кэп, Юрий Бобырёв и Вячеслав Стосенко (ударные), пришедший в группу в марте 2009-го и отыгравший три концерта. Оставшиеся участники коллектива Павел Блищенко и Александр «Змей» Цветков продолжают дело группы, занимаются поиском новых музыкантов и работают над новым альбомом.
Уже осенью 2009 года группа объявляет о составе новых участников. Ими стали Алексей Соколов (вокал), Дмитрий Черников (гитара) и Владимир Алешкин (ударные).После постройки новой студии за период 2010- 2020гг в группу возвращаются классические музыканты первого состава гитарист Андрей Седлецкий, барабанщик Алексей Быков и приходит вокалист Борис Сергеев. В настоящее время группа готовит новый альбом и  новую концертную программу.

## Состав
- Павел Блищенко — клавишные
- Александр Цветков — бас
- Aндрей Седлецкий  - гитара
- Борис Сергеев — вокал
- Алексей Быков — ударные

### Бывшие участники
- Андрей Храмов — вокал (1995—2002)
- Павел Баканов — бас (2007—2008)
- Кирилл Емельянов — гитара (2006—2009)
- Виктор Асташов — бас (2001—2004)
- Александр «Кэп» Копалкин — вокал (2003—2009, 2010—2012)
- Алексей Соколов — вокал, гитара (2009—2010)
- Дмитрий Черников — гитара (2009—2010)
- Вячеслав Стосенко — ударные (2009)
- Валентин Добровольский — ударные (1995—1997)
- Сергей Князев — гитара (1995—1998)
- Дмитрий Мерцалов — бас (1995—1998)

## Дискография
1. A Tribute to Ария (2001, Мистерия звука)
2. Children of Gods (2001, Irond)
3. Tales From The Underworld — Tribute to Blind Guardian (2002)
4. Хранитель Душ (2006, CD-Maximum)
5. Lady Nite (2009, CD-Maximum)